# Secure User Plane Location
Secure User Plane Location o SUPL és un estàndard obert de comunicació per als sistemes de geo-posicionament assistit (A-GPS) que utilitza les normes existents, sempre que sigui possible, per transmetre les dades de posicionament i d'assistència sobre el Pla d'Usuari (User Plane), com ara IP, per tal d'ajudar a la xarxa i a les tecnologies basades amb el posicionament que incorporen els terminals habilitats SUPL (SET, de l'anglès SUPL Enabled Terminal) en el càlcul de la posició del SET.
El SUPL és una especificació de l'Open Mobile Alliance (OMA).

## Especificacions
SUPL inclou la definició d'un Pla d'Ubicació d'Usuari (LUP, de l'anglès Location User Plane) com a punt de referència i proporciona una interfície corresponent entre la plataforma de localització SUPL (SLP, de l'anglès SUPL Location Platform) i el SET. També inclou les definicions per a les funcions de seguretat (p.e., autentificació, autorització), l'aplicació de tarifes, funcions d'itinerància (roaming) i funcions de privacitat.
SUPL utilitza el pla d'usuari (User Plane) com a portador per a la transferència d'informació del A-GPS i per establir els protocols relacionats amb la tecnologia de posicionament entre el terminal mòbil i la xarxa. L'estendard SUPL es presenta com una alternativa i alhora complement a les normes actuals que transmeten la informació sobre el pla de control (control plane).
Així, el SUPL suposa que la xarxa mòbil o punt d'accés a la xarxa és capaç d'establir una connexió directe entre el terminal (portador de dades) i el servidor d'ubicació (com si es tractés d'un sistema de missatgeria instantània).
L'ús del pla d'usuari i no el pla de control agilitza la transmissió de les dades entre terminal i servidor sense la necessitat de grans canvis tant en les infraestructures com en els estàndards i permet una major eficiència de la xarxa. Tot i així, ens trobem amb l'inconvenient que els telèfons d'emergències (p.e., 012, 911) no puguin posicionar l'origen de les trucades, ja que aquests telèfons actuen sobre el pla de control.
Com ja s'ha dit, SUPL utilitza els estàndards existents quan és necessari i possible, i és extensible a permetre més tecnologies de posicionament segons sigui necessari que s'utilitzin. D'aquesta manera, el SUPL és capaç de proporcionar la funcionalitat completa del A-GPS amb el mínim de canvis d'elements de la xarxa actual. A partir de la segona versió del SUPL (2.0), s'introdueix el concepte A-GNSS que permet totes les possibles tecnologies de posicionament dels sistemes de navegació via satèl·lit, com per exemple GPS, GALILEO…
El SUPL no és un protocol d'interfície ni disposa d'un API per aplicacions de LBS.

## Dependències del protocol SUPL
L'arquitectura del SUPL depèn de les següents protocols publicats per l'OMA :
- OMA Mobile Location Service, Versió 1.2 (veure [OMA MLP 3.3] i [OMA RLP 1.1])
- OMA Push (veure [WAP PUSH], [WAP POTAP], [WAP PAP], [SIP PUSH])

L'arquitectura del SUPL també depèn de les següents especificacions:
- [3GPP RRC]
- [3GPP RRLP]
- [3GPP2 C.S0022-A]
- [3GPP2 C.S0022-0]

## Fases de publicació de SUPL
SUPL és una especificació que es revisa i s'adapta als nous estàndards, per això està sent publicat en diferents fases. Actualment es troba disponible la versió 3.0.
A la taula següent podeu veire quines millores s'han afegit a cada una de les revisions.
| SUPL 1.0 | SUPL 2.0 | SUPL 3.0 |
| --- | --- | --- |
| 2005-07-19 | 2008-06-27 | 2010-01-26 |
| - Transferència per proxy per desplegaments GSM / W-CDMA. - Transferència per proxy per desplegaments CDMA/CDMA2000; [3GPP2 HRPD]. - Transferència sense proxy per desplegaments CDMA/CDMA2000. | - Procediments de posicionament actius, tant periòdics com de zona. - Procediments de posicionament d'emergència. - Suport al mètode de posicionament rus A-GANSS. - Suport per transferència per proxy per a xarxes LTE; [3GPP LTE]. - Suport per transferència per proxy per a xarxes TD-SCDMA. - Suport per transferència sense proxy per desplegaments GSM/W-CDMA/TD-SCDMA/LTE. - Suport per transferència amb proxy o sense per xarxes UMB. [3GPP2 UMB] - Suport per transferència amb proxy, o sense, per xarxes I-WLAN, WiMAX i I-WiMAX. - Procediments de posicionament per a tercers i per recuperar la ubicació d'altres SET. | - Localització millorada per a les trucades d'emergència IP. - Millora en el rendiment durant la localització. - Millora en la localització activa. - Millor precisió de localització en interiors. - Localització SET a SET. - Millores en la autentificació. - Millores en la privacitat. - Xarxes d'accés addicionals. - Suport per a ELI (Extended Location Information). |

## Avantatges del SUPL
Amb el SUPL, les dades d'assistència i posicionament del A-GPS s'envien sobre un canal de transmissió d'usuari utilitzant una connexió IP segura entre el SET (SUPL Enabled Terminal) i el SLP (SUPL Location Platform). Això fa que no sigui necessari establir un canal de comunicació únic en un pla de control i, per tant, agilitzar l'intercanvi d'informació.
Aquest canvi en la transferència permet millorar els serveis de geo-posicionament i afegir-hi noves funcionalitats:
- Serveis actius. Això significa que el posicionament pot ser activat tant per la xarxa com pel SET. Per exemple, una àrea geogràfica pot dividir-se en petites regions i especificar-hi diferents IDs a cada una. D'aquesta manera quan un usuari entri o surti d'una area en concret es pot activar un envent de posicionament (p. ex., avís que s'ha accedit a un parc protegit). També es pot afegir esdeveniments periòdics per a diferents zones (p.e., actualitzacions de l'estat de la neu cada X temps quan un usuari es trobi dins les pistes d'esquí).

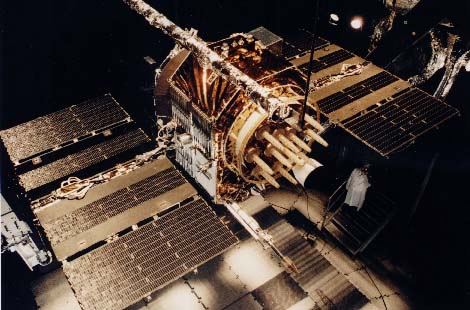
Satèl·lit NAVSTAR GPS.

- Transferència. SUPL pot configurar-se perquè enviï les dades d'assistència i/o posicionament cada X temps o mesures, de manera quasi immediata o en temps real.
- Compatibilitat amb les últimes xarxes de mòbils com LTE, WiMAX, I-WLAN i eHRPD.
- Suport per als nous mètodes de posicionament com GLONASS, GALILEO, MGPS, QZSS i SBAS i per a altres aplicacions com OTDOA i Cell-ID.
- Possibilitat d'enviar la teva localització a tercers (p.e., enviar la teva localització als amics per poder quedar en un punt.).
- Informe de localització. El SET pot emmagatzemar un historial de posicions, i després entregar-los en lot (p.e., control d'una flota d'autobusos o taxis.).

### Notificació i verificació
El sistema SUPL proporciona majors funcionalitats de notificació i privacitat, de tal manera que es pot configurar perquè només s'utilitzi la transferència d'informació per a determinades posicions :(p.e. A casa, a la oficina). D'aquesta manera, el SET podrà notificar al usuari diferents informacions segons la seva geo-posició.
El usuari pot especificar on vol ser i on no vol ser geo-localitzat, d'aquesta manera s'amplia la privacitat. Així i tot, el SET haurà de verificar la seva posició, i l'usuari haurà d'acceptar si vol transmetre les dades.

## Futur
SUPL permet una millora en l'eficiència per als sistemes de geo-posicionament tant per a les millores de rendiment com per la descongestió de la xarxa. Alhora, incorpora un gran nombre de serveis i funcions noves que ofereixen un munt de possibilitats per crear nous sistemes i aplicacions basats en la localització. A més, la possibilitat d'operar sota els estàndards ja definits, el fet que sigui un estàndard obert i la seva capacitat d'adaptabilitat a les noves especificacions, ens indiquen que SUPL encara té molt recorregut pel davant.